# Stathmodera lobata
Stathmodera lobata är en skalbaggsart som beskrevs av Stefan von Breuning 1954. Stathmodera lobata ingår i släktet Stathmodera och familjen långhorningar.
Artens utbredningsområde är Kenya. Inga underarter finns listade i Catalogue of Life.